# RPG-7

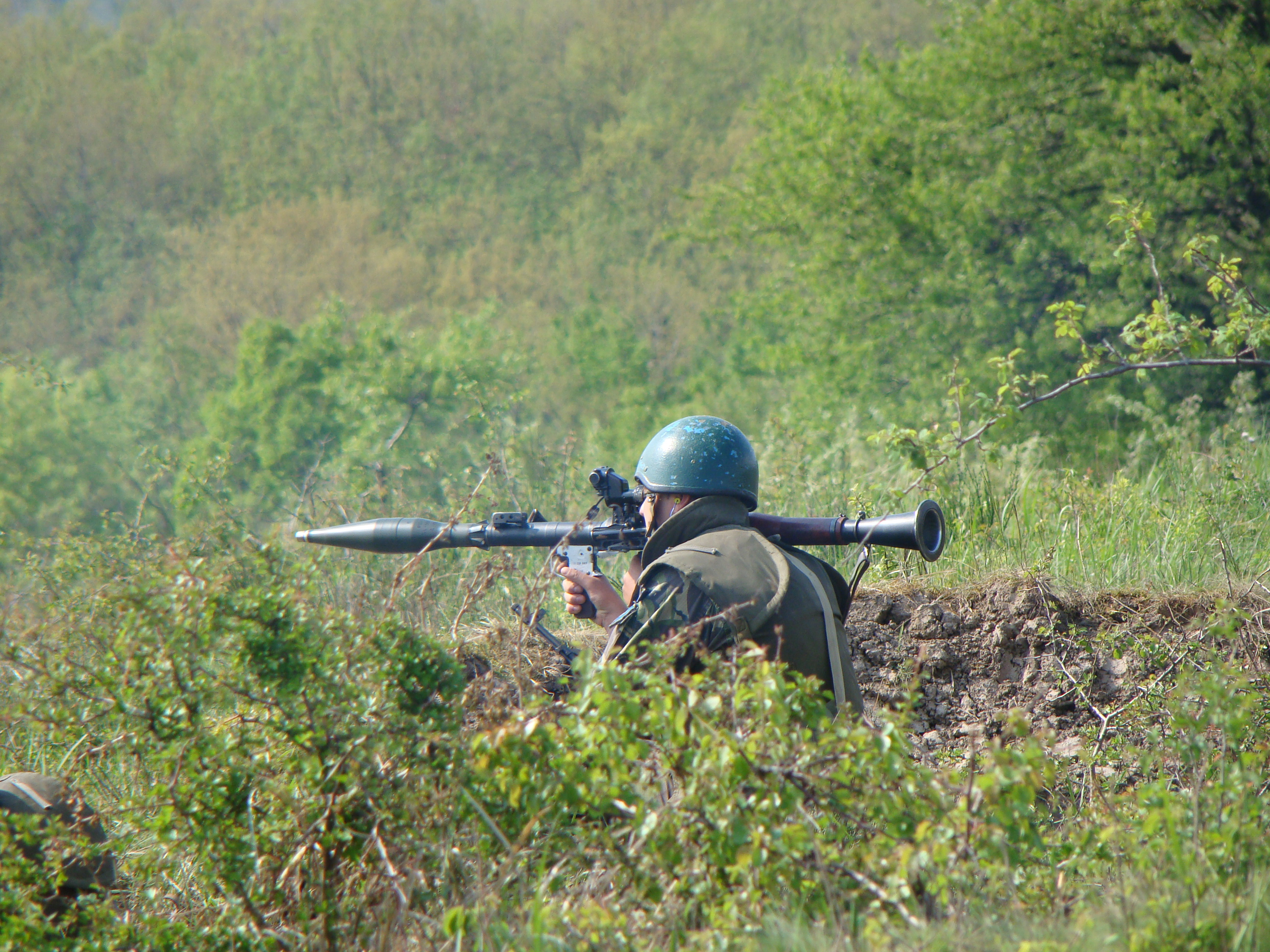
Um soldado da infantaria romena utilizando um RPG-7.

O RPG-7 (em russo:  РПГ-7) é um lançador de granada propulsada por foguete (RPG, na sigla em inglês) portátil, reutilizável, de mira manual e utilizado no ombro, principalmente como arma anticarro. Originalmente o RPG-7 (Ручной Противотанковый Гранатомёт  – Ruchnoy Protivotankoviy Granatomyot – "lançador de granada anti-tanque manual") e seu predecessor, o RPG-2, foram projetados pela União Soviética no final da década de 1950; atualmente é fabricado pela empresa russa conhecida como Bazalt. A arma é designada pelo GRAU como 6G3.
A robustez, simplicidade, baixo custo e eficiência do RPG-7 fez deste a arma anti-blindado mais utilizado no mundo. Atualmente mais de 40 países tem o RPG-7 no seu inventário e é fabricado sob licença em nove países. Por ser fácil de manter e de simples manutenção, também é largamente utilizada por combatentes irregulares e guerrilheiros. O RPG foi utilizado em conflitos em quase todos os continentes, desde meados da década de 1960, da Guerra do Vietnã até a Guerra do Afeganistão no século XXI.
Amplamente produzida, sua principal variante é o RPG-7D, modelo para paraquedistas (que pode ser desmontado e facilmente transportado).
O RPG-7 foi entregue ao exército soviético em 1961 e passou a ser utilizado a nível de esquadrão, substituindo o RPG-2. O atual modelo produzido pela Federação Russa é o RPG-7V2, capaz de disparar projéteis comuns ou cartuchos de alta-explosão anti-tanque, além de munição de fragmentação e até uma ogiva termobárica, com mira telescópica UP-7V, para permitir disparos de longo alcance. O RPG-7D3 é o modelo equivalente dos paraquedistas. Tanto o RPG-7V2 como o RPG-7D3 foram adotados formalmente pelas Forças Armadas da Rússia em 2001. Possui um alcance efetivo de 200 metros mas pode acertar alvos a até 500 metros de distância com seus projéteis de 40 mm.

## Descrição
O lançador é recarregável e construído em um tubo de aço de 40 mm de diâmetro, 950 mm de comprimento e 7 kg de peso. O meio do tubo é revestido de madeira para proteger o atirador do calor e a extremidade é alargada. A mira geralmente é óptica com uma mira de ferro de reserva, e miras infravermelhas e noturnas também estão disponíveis.
Assim como em armas similares, a granada se projeta dos tubos de lançamento. Ela tem de 40 a 105 mm de diâmetro e pesa entre 2 kg e 4,5 kg. É lançada por uma carga propulsora de pólvora, o que lhe dá uma velocidade de saída de 115 m/s e cria uma nuvem de fumaça cinza-azulada clara que pode revelar a posição do atirador. O motor do foguete é acionado após 10 m e sustenta o voo até 500 m a uma velocidade máxima de 295 m/s. A granada é estabilizada por dois conjuntos de aletas que se abrem durante o voo: um conjunto grande no tubo estabilizador para manter a direção e um conjunto traseiro menor para induzir a rotação. A granada pode voar até 1.100 m; a espoleta define o alcance máximo, geralmente 920 m.

### Sistema de propulsão
De acordo com o Boletim 3u (1977) do Comando de Treinamento e Doutrina do Exército dos Estados Unidos (TRADOC), Soviet RPG-7 Antitank Grenade Launcher—Capabilities and Countermeasures, a munição do RPG-7 possui duas seções: uma seção "propulsora" e uma seção "ogiva e motor de sustentação". Estas devem ser montadas na granada pronta para uso. O propulsor consiste em uma "pequena carga de pólvora" que serve para impulsionar a granada para fora do lançador; o motor de sustentação então acende e impulsiona a granada pelos próximos segundos, dando-lhe uma velocidade máxima de 294 m/s. O boletim TRADOC fornece comentários anedóticos de que o RPG-7 era disparado de dentro de edifícios, o que concorda com o projeto de dois estágios. Afirma-se que apenas uma distância de 2 metros de uma obstrução traseira é necessária para uso dentro de salas ou fortificações. As aletas não só fornecem estabilização de arrasto, mas são projetadas para transmitir uma rotação lenta à granada.
Devido à configuração da seção de sustentação/ogiva do RPG-7, ele responde de forma contraintuitiva a ventos cruzados. Um vento cruzado tenderá a exercer pressão sobre as aletas estabilizadoras, fazendo com que o projétil vire em direção ao vento. Enquanto o motor do foguete ainda estiver funcionando, isso fará com que a trajetória de voo se curve em direção ao vento. O boletim TRADOC explica as dificuldades de mira para alvos móveis mais distantes em ventos cruzados de certa extensão.

## Variantes

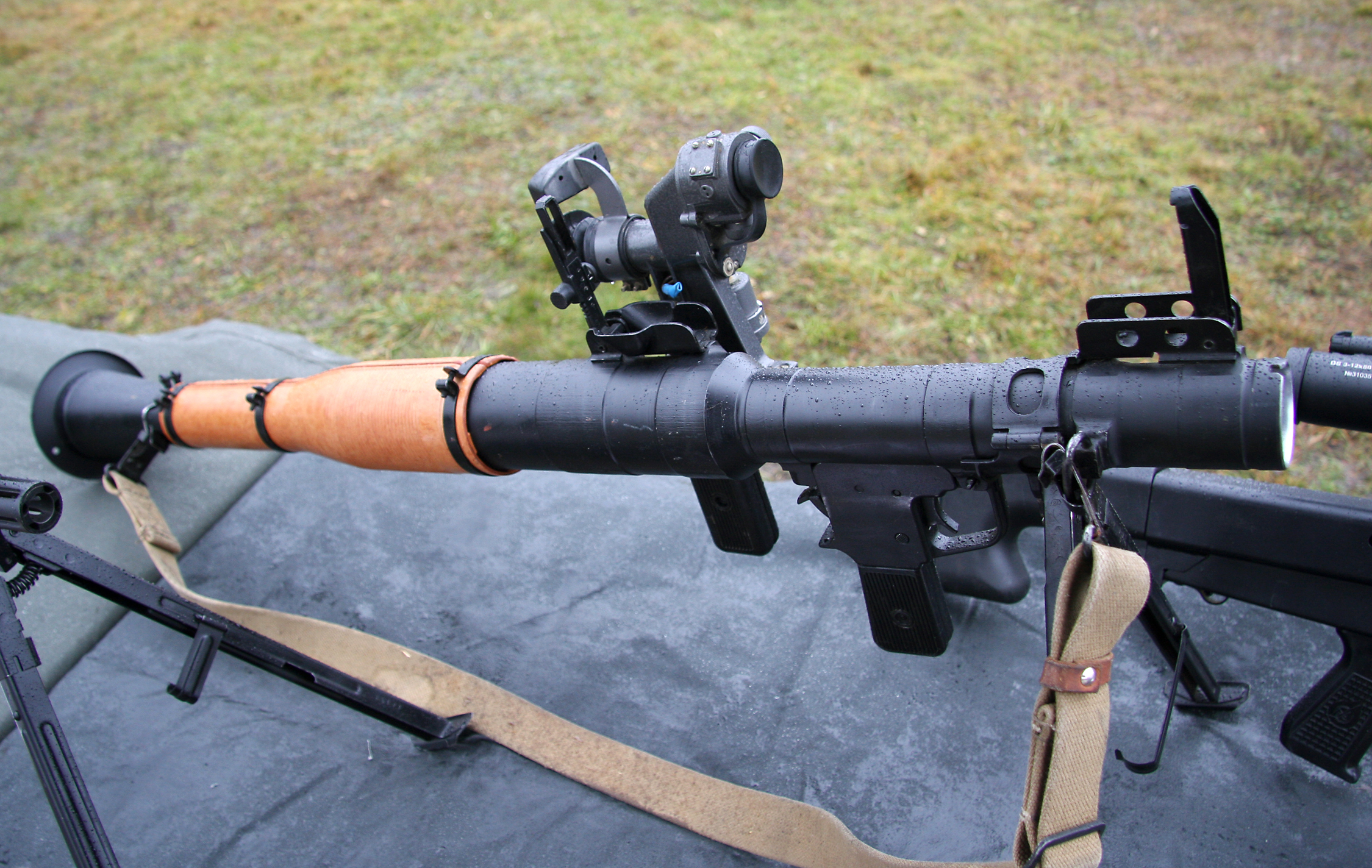
RPG-7V

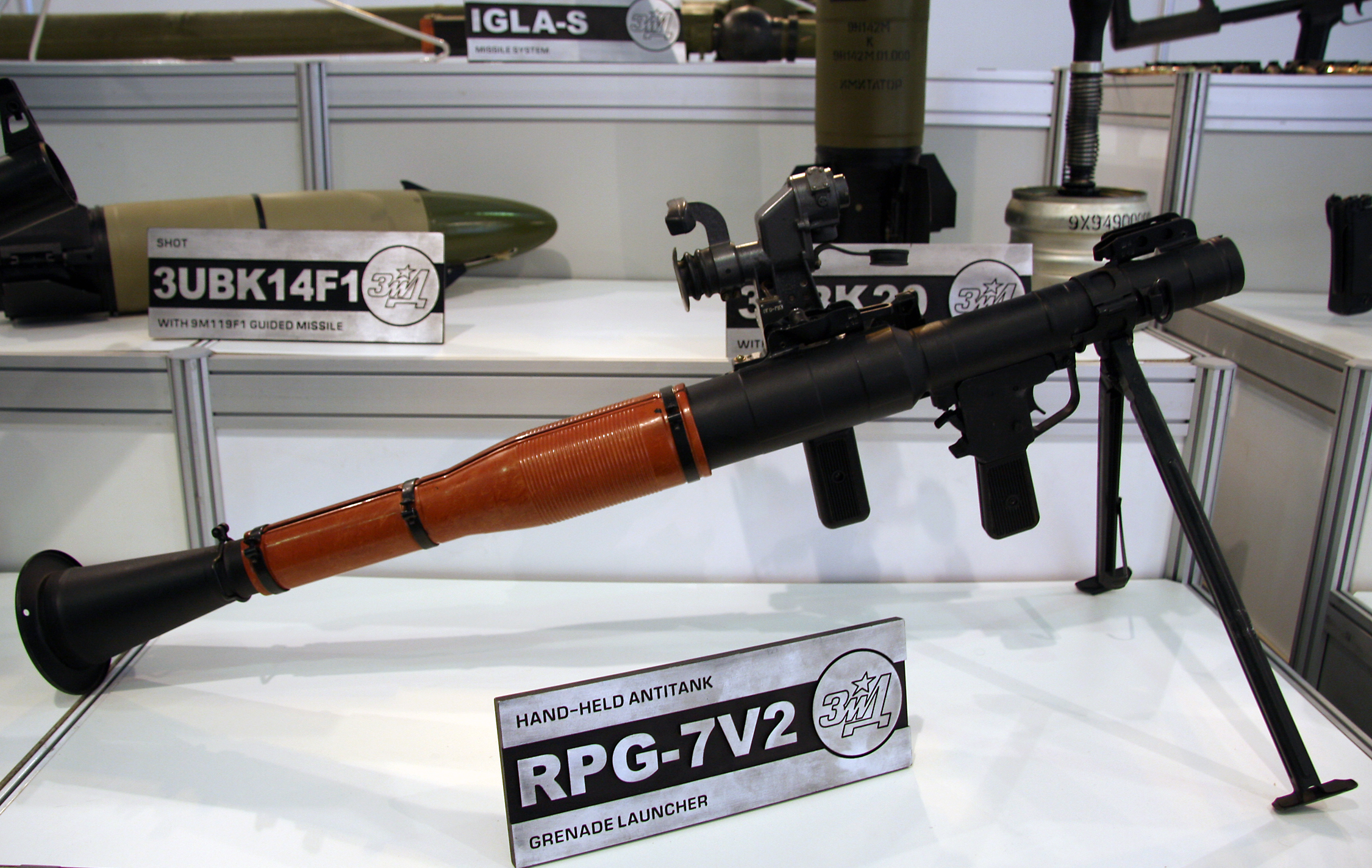
RPG-7V2

Com base no RPG-7 padrão, foi desenvolvida uma versão leve para transporte aéreo com um cano destacável, juntamente com uma série de modificações que diferem nos sistemas de mira:

### RPG-7 (índiceGRAU— 6G3)
O primeiro modelo adotado em 1961. Equipado com mira óptica PGO-7.

### RPG-7V (índice GRAU — 6G3)
Já no início da década de 1960, o RPG-7 foi equipado com a mira PGO-7V com ângulos de mira corrigidos e, desde então, foi designado RPG-7V.

### RPG-7D (índice GRAU — 6G5)
Versão aerotransportada com cano e bipé destacáveis. Adotada em 1963.

### RPG-7N / RPG-7DN (índice GRAU — 6G3 e 6G5)
Modificações do RPG-7V e RPG-7D equipadas com miras noturnas PGN-1, NSPU ou NSPUM (índice GRAU - 1PN58).

### RPG-7V1 (índice GRAU — 6G3-1)
Modificação de 1988 com mira óptica PGO-7V3, calibrada para os novos projéteis PG-7VR e TBG-7V, bem como todos os projéteis anteriores. Um bipé removível também foi adicionado.

### RPG-7D1 (índice GRAU — 6G5M)
Modificação de 1988 da versão aerotransportada com mira PGO-7V3.

### RPG-7V2 (índice GRAU — 6G3-2)
Modificação de 2001 com o dispositivo de mira universal UP-7V.

### RPG-7V2 "Gaya"
Modificação azerbaijana de 2012 com mira óptica.

### RPG-7D2 (índice GRAU — 6G5M2)
Variante aerotransportada de 2001 com dispositivo de mira universal UP-7V.

### RPG-7D3 (índice GRAU — 6G5M3)
Modificação de 2001, versão aerotransportada do RPG-7V2.

### B41M
Uma cópia vietnamita do RPG-7. Seu tubo ventilado é dividido em duas seções rosqueadas, projetadas para reforçar o lançador e permitir o disparo de ogivas mais potentes.

### Airtronic USA RPG-7
Clone do RPG-7 fabricado nos EUA. Em 2013, ele estava em serviço nas forças de operações especiais do Peru.

### Airtronic USA Mk.777
Versão leve do RPG-7, fabricada nos EUA, pesando apenas 3,5 kg. Vida útil de cerca de 500 a 1.000 disparos.

## Munição

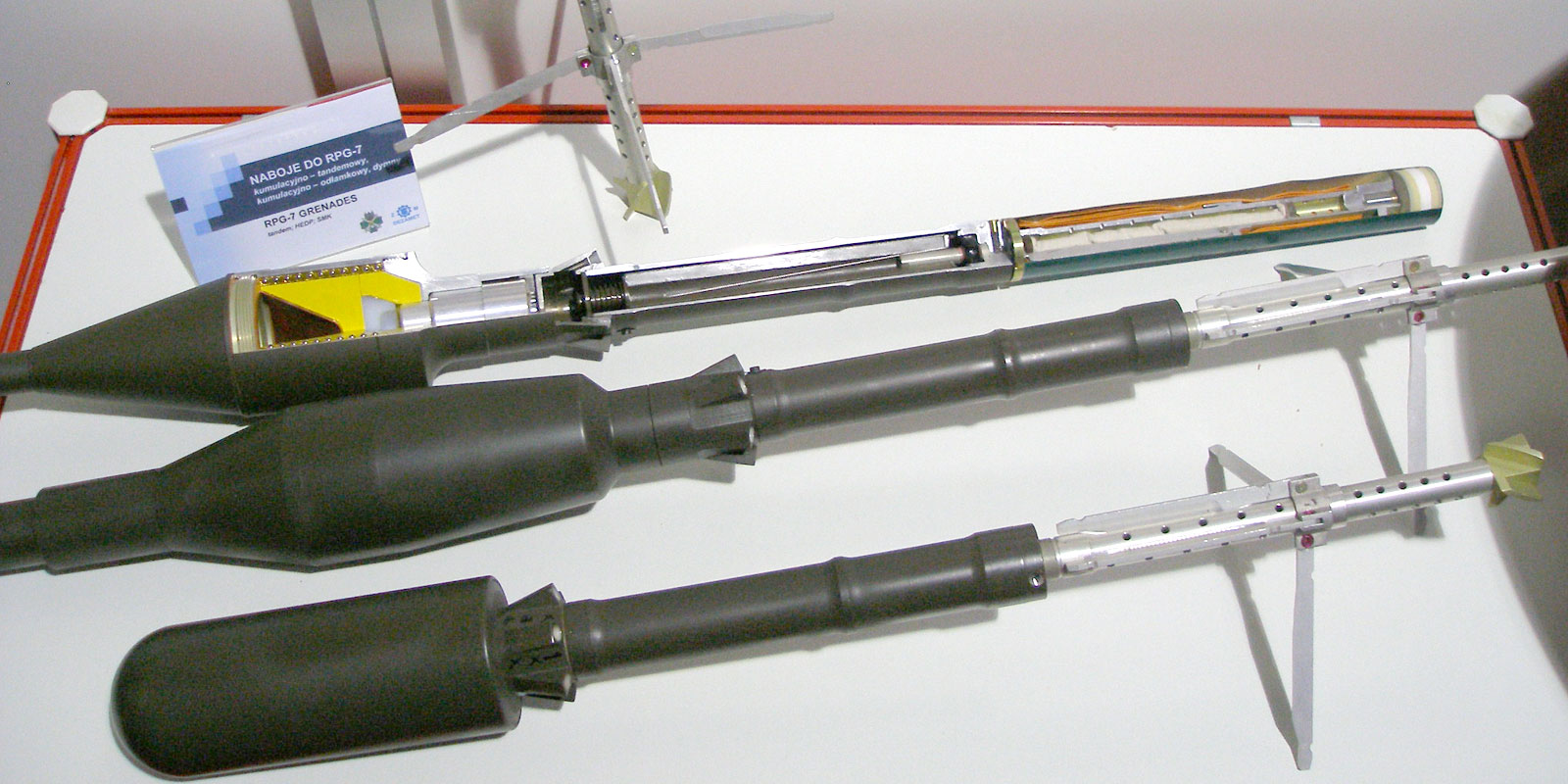
Foguetes do RPG-7

O RPG-7 pode disparar uma variedade de ogivas para fins antiblindagem (HEAT, PG-Protivotankovaya Granata) ou antipessoal (HE, OG-Oskolochnaya Granata), geralmente equipadas com uma espoleta de 4,5 segundos ou de impacto (PIBD). A penetração da blindagem depende da ogiva e varia de 300 a 600 mm de RHA; uma ogiva, a PG-7VR, é um dispositivo de "carga tandem", usado para destruir blindagem reativa com um único disparo. O Ministério da Defesa da Rússia anunciou em dezembro de 2023 que modificou o lançador de granadas RPG-7V para disparar minas de 82 mm.
A munição de produção atual para o RPG-7V2 consiste em quatro tipos principais:
- PG-7VL [c. 1977] – ogiva HEAT de 93 mm aprimorada, eficaz contra a maioria dos veículos e alvos fortificados.[3]
- PG-7VR [c. 1988] – ogiva de carga tandem projetada para penetrar até 750 mm de blindagem homogênea laminada (RHA), equivalente à blindagem reativa explosiva (ERA) e à blindagem convencional subjacente, ou penetrar até 900 mm de RHA sem ERA. Possui alcance de 200 m.[11]
- TBG-7V Tanin [c. 1988] – ogiva termobárica de 105 mm para guerra antipessoal e urbana.
- OG-7V [c. 1999] – ogiva de fragmentação de 40 mm para guerra antipessoal. Não possui motor de sustentação.

Outras variantes de ogivas incluem:
- PG-7V [c. 1961] – ogiva HEAT básica de 85 mm, capaz de penetrar 260 mm de profundidade de RHA.[12]
- PG-7VM [c. 1969] – ogiva HEAT aprimorada de 70 mm, capaz de penetrar 300 mm de profundidade de RHA.
- PG-7VS [c. 1972] – ogiva HEAT aprimorada de 73 mm, capaz de penetrar 400 mm de profundidade de RHA.
- PG-7VS1 [c. meados dos anos 1970] – versão mais barata do PG-7VS, capaz de penetrar 360 mm de profundidade de RHA.
- GSh-7VT [c. 2013] – ogiva antibunker com munição cilíndrica de fragmentação por explosão seguida por um penetrador formado por explosão.[13]
- OGi-7MA [ano desconhecido] – munição de fragmentação antipessoal desenvolvida para o ATGL-L búlgaro. Equivalente aprimorado ao OG-7V soviético. Compatível com o RPG-7.[14]

## Operadores
- Afeganistão[15]
- Argélia[15]
- Angola[15]
- Armênia[15]
  -  Artsaque[16]
- Azerbaijão[15]

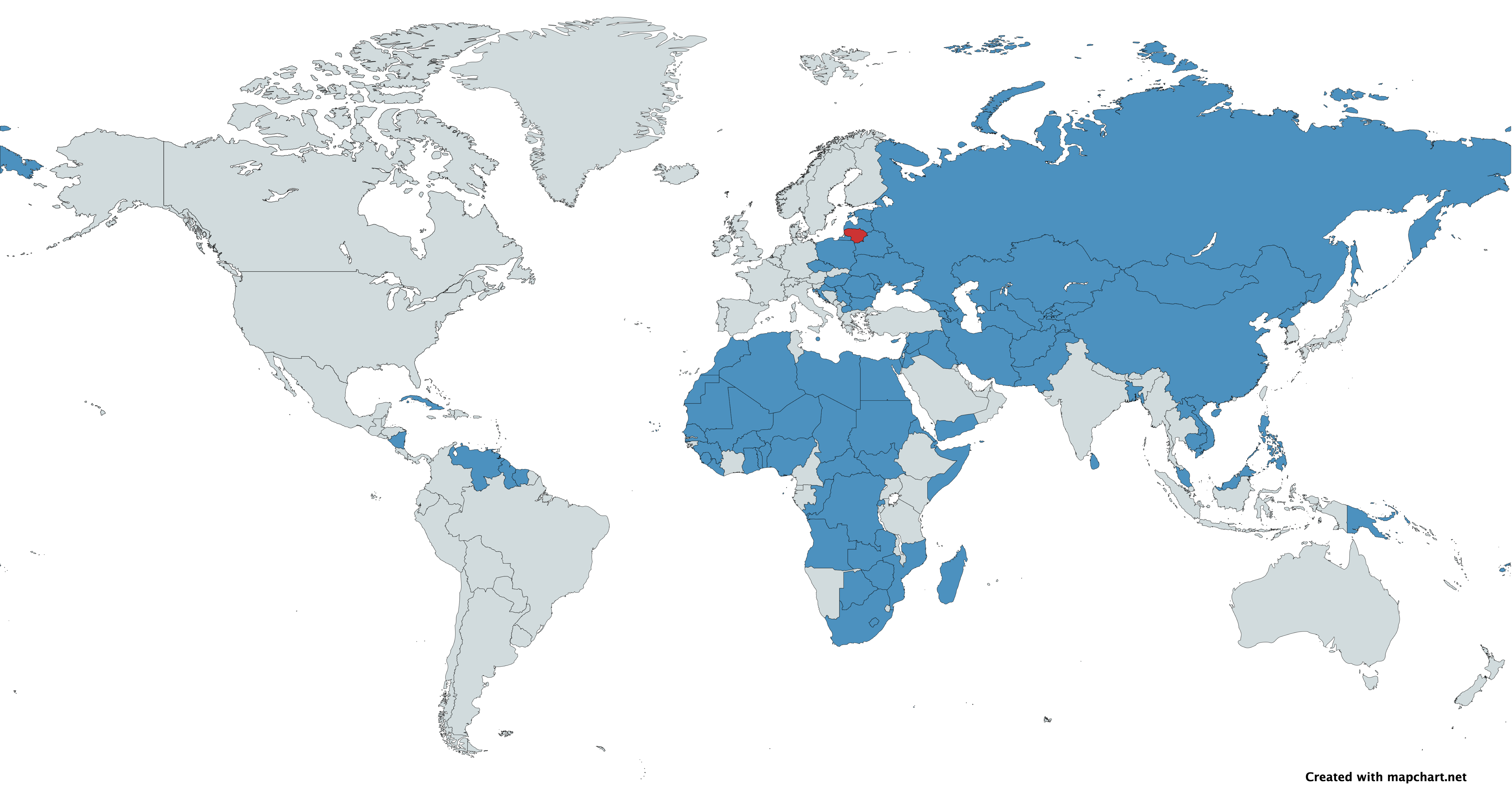
Um mapa com operadores do RPG-7 em azul e ex-operadores em vermelho

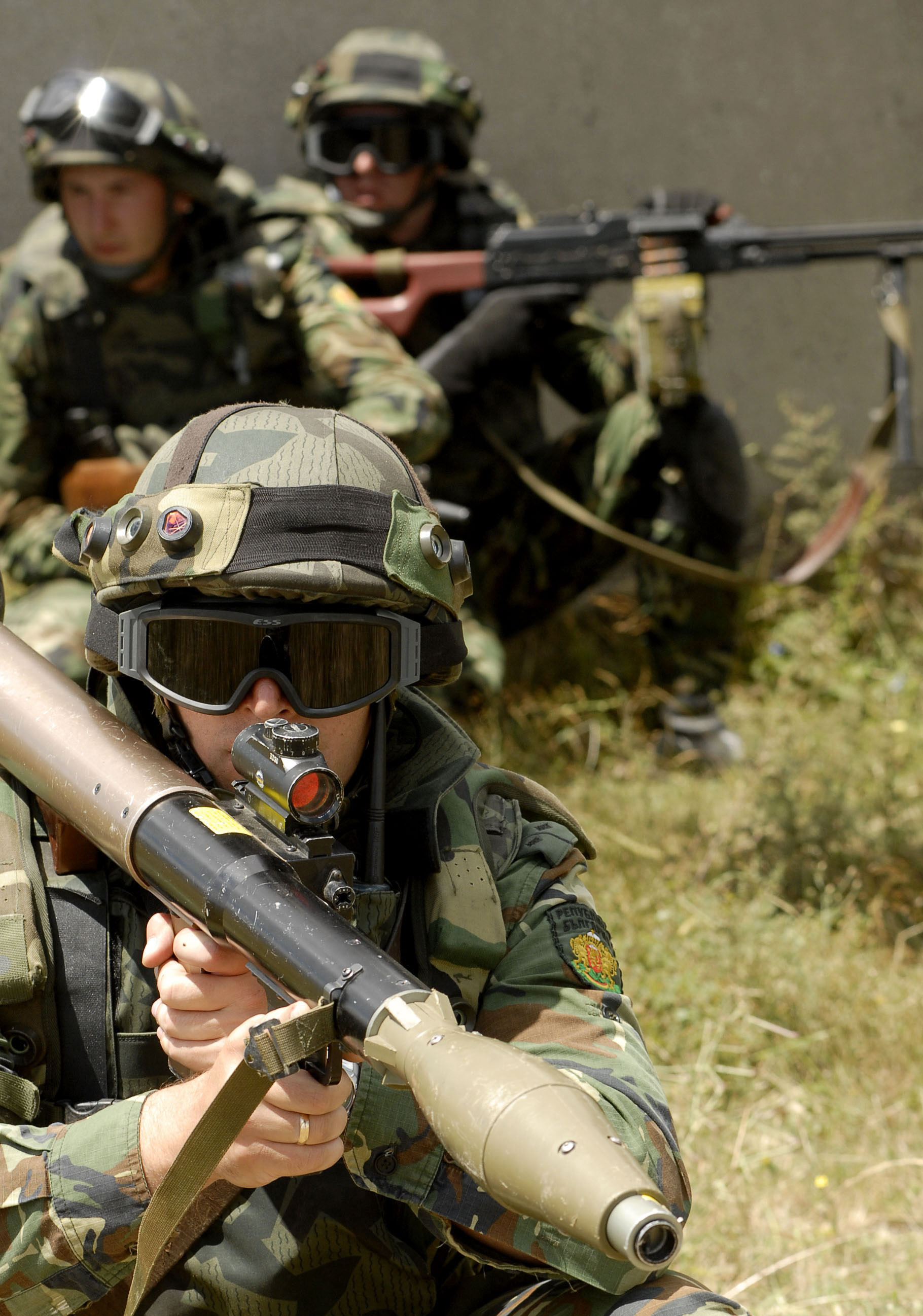
Um soldado búlgaro com um ATGL-L (cópia búlgara do RPG-7) equipado com uma mira reflexiva de ponto vermelho.

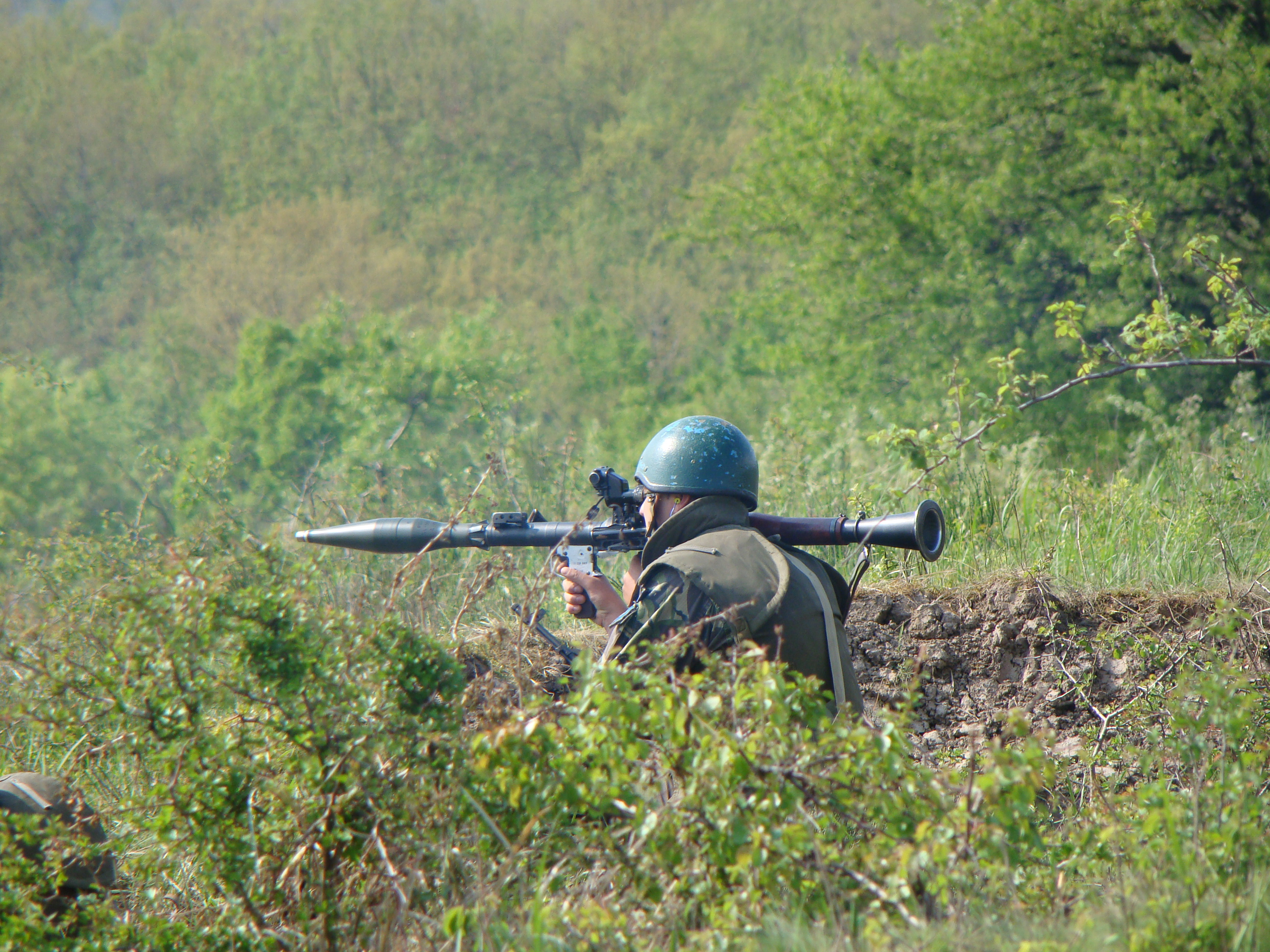
Um soldado romeno com um AG-7 (RPG-7 licenciado).

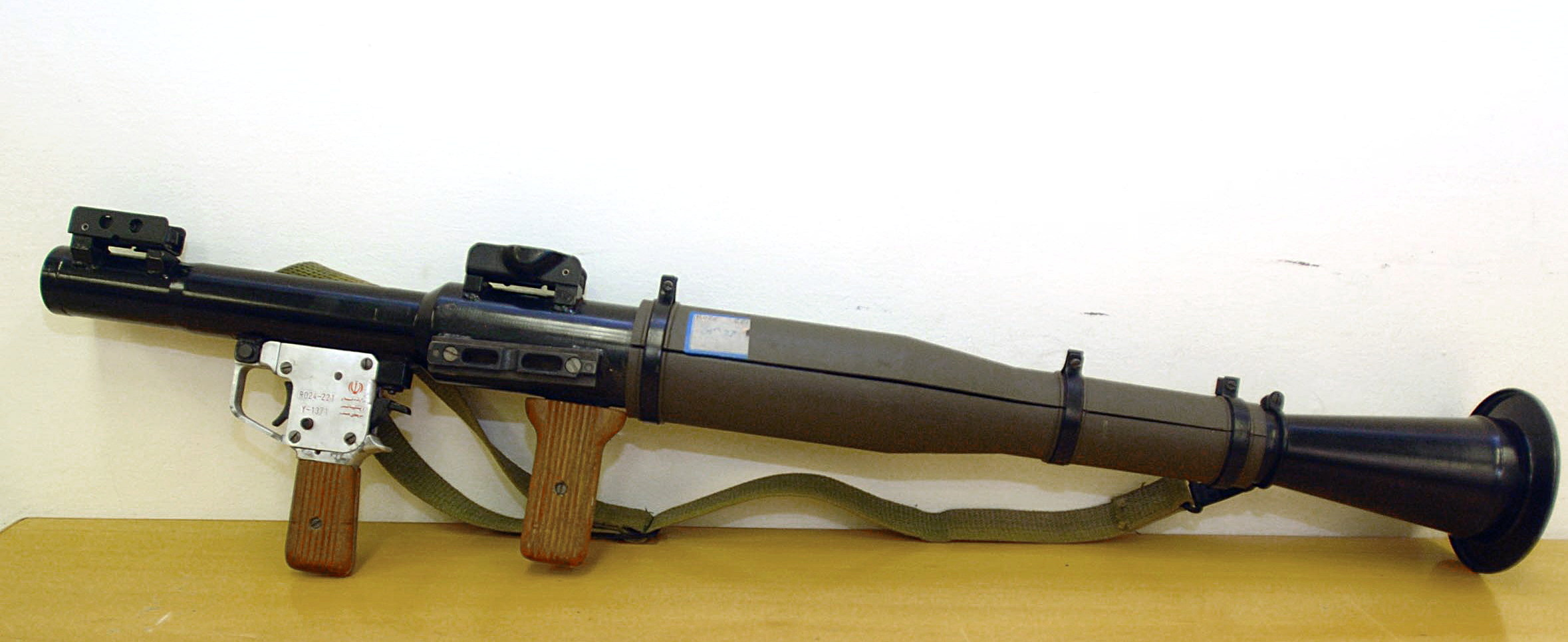
Lançador RPG-7 de fabricação iraniana, descoberto no Líbano, pelas Forças de Defesa de Israel.

- Bangladesh: Variante chinesa Type 69 usada pelo Exército de Bangladesh.[17]
- Bielorrússia[15]
- Benim[15]
- Botswana[15]
- Bulgária: Produzido localmente na Arsenal Corporation como ATGL-L.[18][19]
- Burkina Faso[20][21]
- Camboja[15]
- Cabo Verde[15]
- República Centro-Africana[15]
- Chade[15]
- China: Cópia por engenharia reversa Type 69.[22]
- Congo-Brazzaville[15]
- Congo-Kinshasa[15]
- Croácia[15]
- Cuba[15]
- Chipre[15]
- República Tcheca[15]
- Djibouti[15]
- Egito:[15] Produzido localmente sem licença como PG-7 pela Sakr Factory for Developed Industries.[22]
- Eritreia[15]
- Estônia[15]
- Fiji[23]
- Geórgia: Versão modificada "RPG-7D" produzida localmente pela STC Delta.[24][25][26]
- Gana[15]
- Guiné[15]
- Guiana[15]
- Hungria[27]
- Irã[15] Produzido localmente como Sageg.[22]
- Iraque[15] Produzido localmente como Al-Nassira a partir da década de 1980 pelo Iraque Baathista.[22]
- Israel: Grandes estoques mantidos como arma antitanque secundária.[22] Cartuchos produzidos localmente.[28]
- Jordânia[15]
- Curdistão[29]
- Cazaquistão[15]
- Quirguistão[15]
- Laos[15]
- Letônia[15]
- Líbano[15]
- Lesoto[30]
- Libéria: Usado pelo Exército da Libéria e pelas facções guerrilheiras na Guerra Civil da Libéria.[22]
- Líbia[15] (usado por ambos os lados na Guerra Civil Líbia)
- Madagascar[15]
- Malásia: Versões ATGL-L búlgaras são adquiridas e usadas desde o início dos anos 2000[31][32]
- Mali[33]
- Malta[15]
- Mauritânia[15]
- Moldávia:[15]
  -  Transnístria
- Mongólia[15]
- Marrocos[15]
- Moçambique: Operadores não estatais.[34]
- Nicarágua[15]
- Nigéria: Produzido sob licença pela Defense Industries Corporation of Nigeria (DICON)[15][35]
- Níger[36]
- Coreia do Norte[15]
- Macedônia do Norte[15]
- Paquistão: Usado pelo Exército do Paquistão e pelas forças paramilitares.[15] Versão RPG-7V feita sob licença pela Pakistan Machine Tool Factory.[37][38]
- Papua-Nova Guiné[39]
- Filipinas: O exército tem três variantes diferentes: 250 ATGL-L2 da Bulgária, 30 Type 69 da China e 744 RPG-7V2 da Rússia.[40]
- Polônia:[15] Variantes RPG-7 e RPG-7W produzidas.[22]
- Romênia:[15] Produzido localmente pela SC Carfil SA de Brașov como AG-7 (em romeno:  Aruncătorul de Grenade 7, Lançador de Granada 7).[41]
- Rússia[15]
- Ruanda[15]
- República Árabe Saaraui Democrática: Usado pela Frente Polisário.[42]
- São Tomé e Príncipe[15]
- Senegal[15]
- Sérvia: Feito pela PPT Namenska.[43]
- Seicheles[15]
- Serra Leoa[15]
- Somália[15]
- África do Sul: Força Nacional de Defesa da África do Sul.[44]
- Sudão do Sul: Movimento Democrático do Sudão do Sul, Exército/Movimento de Libertação do Sudão, Forças de Defesa do Sudão do Sul, Forças Armadas do Sudão do Sul usaram RPG-7, Type 69 e RPGs de fabricação iraniana.[45]
- Sri Lanka
- Sudão: Fabricado pela Military Industry Corporation como Sinar.[46]
- Suriname: Usado pelos militares do Suriname.[15]
- Síria[15]
- Tajiquistão:[15]
- Togo[15]
- Turquemenistão:[15]
- Ucrânia:[15]
- Uzbequistão:[15] Produzido localmente.
- Venezuela[15]
- Vietnã:[15] Produzido localmente e designado como RPG7V-VN. Também popularmente reconhecido sob a designação B-41.[22]
- Iêmen[15]
- Zâmbia[15]
- Zimbabwe[15]

### Operadores não estatais
- EIIL[47]
- Talibã[48]
- Hezbollah[48]
- Oposição Síria[48]
- Hutis[49]
- Força Voluntária do Ulster[50]
- Novo Exército Republicano Irlandês[50]
- Brigadas Qassam
- Brigadas Al-Quds

### Ex-operadores
- Lituânia[15]

## Conflitos

### Década de 1960
- Guerra do Vietnã (1955–1975): Usado pela primeira vez em 1967.[22]
- Guerra Civil do Laos (1960–1975)
- Guerra Civil da Guatemala (1960-1996)
- Guerra Colonial Portuguesa (1961–1976)
- Guerra Civil da Rodésia (1964–1979)
- Guerra dos Seis Dias (1967)[22]
- Guerra Civil do Camboja (1967–1975)

### Década de 1970
- Guerra do Yom Kippur (1973)[22]
- Guerra Civil da Etiópia (1974–1991)
- Guerra Civil Libanesa (1975–1990)
- Guerra Civil Angolana (1975–2002)
- Guerra Uganda-Tanzânia (1978–1979)
- Guerra do Camboja (1979–1989)
- Revolução Sandinista (1978–1990)
- Guerra Sino-Vietnamita (1979)
- Guerra do Afeganistão (1979–1989)[22]
- Guerra Civil de El Salvador (1979–1992)

### Década de 1980
- Guerra Irã-Iraque (1980–1988)
- Guerra do Líbano de 1982 (1982)
- Guerra Civil do Sri Lanka (1983–2009)[51]
- Segunda Guerra Civil Sudanesa (1983–2005)
- Conflito no sul do Líbano (1985–2000)
- Guerra do Alto Carabaque (1988–1994)
- Primeira Guerra Civil da Libéria (1989–1997)

### Década de 1990
- Guerra do Golfo (1990–1991)[22]
- Guerra Civil de Ruanda (1990–1994)
- Guerra de Cenepa (1995)
- Guerra Civil da Somália (1991–presente)[22]
- Primeira Guerra da Chechênia (1994–1996)[22]
- Primeira Guerra do Congo (1996–1997)
- Guerra Eritreia-Etiópia (1998–2000)
- Segunda Guerra do Congo (1998–2003)
- Segunda Guerra na Chechênia (1999–2009)[22]

### Década de 2000
- Guerra do Afeganistão (2001–2021)[22]
- Guerra do Iraque (2003–2011)[22]

### Década de 2010
- Guerra Civil Síria (2011–presente)
- Guerra Civil Líbia (2011)
- Guerra Civil na República Centro-Africana (2012–presente)
- Guerra Civil Iraquiana (2011–2017)
- Guerra Civil Sul-Sudanesa (2013–2020)
- Guerra Civil Líbia (2014–2020)
- Guerra Civil Iemenita (2014–presente)

### Década de 2020
- Guerra do Tigré (2020–2022)
- Invasão da Ucrânia pela Rússia (2022–presente)
- Guerra de Amhara (2023–presente)
- Guerra Israel-Hamas (2023–presente)